# Черныш, Дмитрий Егорович
Дми́трий Его́рович Черны́ш (укр. Дмитро Єгорович Черниш; 10 августа 2004, Никополь) — украинский футболист, полузащитник клуба «Александрия».

## Клубная карьера
Воспитанник ДВУФК (Днепр) и запорожского «Металлурга», в футболке которых выступал в ДЮФЛУ.
В июле 2021 года подписал контракт с «Ворсклой», за которую сначала выступал в юношеском чемпионате Украины. За первую команду полтавчан дебютировал 12 марта 2023 года в ничейном (2:2) выездном поединке 17-го тура Премьер-лиги Украины против ровенского «Вереса». Дмитрий вышел на поле на 71-й минуте вместо Евгения Павлюка.

## Карьера в сборной
В марте 2023 года попал в список игроков юношеской сборной Украины (U-19) для участия в элит-раунде юношеского чемпионата Европы 2023. В футболке юношеской сборной Украины (U-19) дебютировал 22 марта 2023 года в проигранном (1:2) поединке группы 3 квалификации юношеского чемпионата Европы 2023 против Люксембурга. Черныш вышел на поле на 59-й минуте вместо Кирилла Сигеева. На турнире сыграл 3 поединка.